# 713
| [ Edytuj tabelę ]          |                                                       |
| Cesarz Bizancjum           | - 711 Filipikos Bardanes 713 - 713 Anastazjusz II 716 |
| Chan Bułgarii              | - 701 Terweł 721                                      |
| Cesarz Chin                | - 712 Tang Xuanzong 756                               |
| Król Essexu                | - 709 Saelred 746                                     |
| Król Franków               | - 711 Dagobert III 715                                |
| Cesarz Japonii             | - 707 Gemmei 715                                      |
| Kalif                      | - 705 Al-Walid I 715                                  |
| Król Kentu                 | - 692 Wihtred 725                                     |
| Patriarcha Konstantynopola | - 712 Jan VI 715                                      |
| Król Longobardów           | - 712 Liutprand 744                                   |
| Król Mercji                | - 709 Ceolred 716                                     |
| Król Nortumbrii            | - 705 Osred 716                                       |
| Papież                     | - 708 Konstantyn 715                                  |
| Doża Wenecji               | - 697 Paoluccio Anafesto 717                          |
| Król Wessexu               | - 688 Ine 726                                         |
| Król Wizygotów             | - 711 Agila II 714                                    |

Rok 713 / DCCXIII
stulecia: VII wiek ~
VIII wiek ~
IX wiek

lata: 703 «
708 «
709 «
710 «
711 «
712 «
713
» 714
» 715
» 716
» 717
» 718
» 723

## Wydarzenia
- 3 czerwca – cesarz bizantyjski Filipikos Bardanes został obalony i oślepiony. Nowym cesarzem ogłoszono Anastazjusza II.

- W Chinach wydrukowano pierwszy numer Kaiyuan Za Bao, biuletynu dworu cesarza Xuanzong (biuletyn wydawano do roku 734) - najstarsze czasopismo prawnicze na świecie.

## Zmarli
- Huineng, chiński mistrz chan, Szósty Patriarcha chan (ur. 638)